# Bataille de Jēkabpils
Grande guerre du Nord
Batailles
- Riga I
- Narva I
- Daugava
- Rauge
- Erastfer
- Kliszów
- Hummelshof
- Nöteborg
- Saladen
- Pułtusk
- Jēkabpils
- Narva II
- Poznań
- Punitz
- Gemauerthof
- Varsovie
- Hrodna
- Fraustadt
- Kletsk
- Kalisz
- Holowczyn
- Malatitze
- Lesnaya
- Poltava
- Perevolochna
- Helsingborg
- Viborg
- Riga II
- Baie de Køge
- Fladestrand
- Gadebusch
- Bender
- Pälkäne
- Storkyro
- Hangö Oud
- Fehmarn Bält
- Rügen
- Kristiania (Oslo)
- Stralsund
- Dynekilen
- Osel
- Stäket
- Grengam

La bataille de Jēkabpils se déroule le 5 août 1704 dans le cadre de la grande guerre du Nord et oppose une armée suédoise, commandée par Adam Ludwig Lewenhaupt, à une armée russo-polonaise, commandée par le hetman Michał Serwacy Wiśniowiecki, près de la ville de Jēkabpils. La bataille se termine par une écrasante victoire suédoise.